# Leistera pulchristrigata
Leistera pulchristrigata là một loài bướm đêm trong họ Noctuidae.